# S. Kannanur
S. Kannanur è una suddivisione dell'India, classificata come town panchayat, di 11.045 abitanti, situata nel distretto di Tiruchirappalli, nello stato federato del Tamil Nadu. In base al numero di abitanti la città rientra nella classe IV (da 10.000 a 19.999 persone).

## Geografia fisica
La città è situata a 10° 54' 47 N e 78° 44' 29 E.

## Società

### Evoluzione demografica
Al censimento del 2001 la popolazione di S. Kannanur assommava a 11.045 persone, delle quali 5.458 maschi e 5.587 femmine. I bambini di età inferiore o uguale ai sei anni assommavano a 1.243, dei quali 642 maschi e 601 femmine. Infine, coloro che erano in grado di saper almeno leggere e scrivere erano 7.869, dei quali 4.279 maschi e 3.590 femmine.